# Ole Qvist
Ole Qvist (Kopenhagen, 25 februari 1950) is een voormalig Deens profvoetballer die speelde als doelman. Hij beëindigde zijn loopbaan in 1987 bij Kjøbenhavns Boldklub, de enige club die hij vertegenwoordigde gedurende zijn profcarrière. Zijn zoon Lasse is ook actief als profvoetballer.

## Interlandcarrière
Qvist kwam in totaal 39 keer uit voor de nationale ploeg van Denemarken in de periode 1979–1986. Onder leiding van de Duitse bondscoach Sepp Piontek maakte hij zijn debuut op 29 augustus 1979 in de vriendschappelijke uitwedstrijd tegen Finland (0–0) in Mikkeli, net als Klaus Berggreen, Poul Andersen, Frank Olsen, Poul Østergaard en Finn Trikker.
Qvist nam met zijn vaderland deel aan twee eindtoernooien: EK voetbal 1984 en WK voetbal 1986. Bij het eerste toernooi speelde hij mee in alle vier de wedstrijden van de Denen, nadat hij de voorkeur had gekregen boven Ole Kjær na de 6–0 nederlaag tegen Nederland op 14 maart van dat jaar. In 1986 moest Qvist genoegen nemen met een plaats op de reservebank, omdat Piontek de voorkeur gaf aan Troels Rasmussen en Lars Høgh.

## Erelijst
Kjøbenhavns Boldklub
- Deens landskampioenschap

1974, 1980
- Deense eerste divisie

1983, 1985